# Urbanus moet trouwen
Urbanus moet trouwen  is het twaalfde album uit de Belgische stripreeks De avonturen van Urbanus en verscheen in 1986. Het werd getekend door Willy Linthout en bedacht door Urbanus zelf.

## Verhaal
Voor Urbanus het goed en wel beseft waar de kindjes vandaan komen (was het nu met de ooievaar of uit de bloemkolen?), staat de held op trouwen. Hij heeft een meisje zwanger gemaakt en wordt verplicht met haar te trouwen...